# Брезє-над-Камником
Брезє-над-Камником (словен. Brezje nad Kamnikom) — поселення в общині Камник, Осреднєсловенський регіон, Словенія. Висота над рівнем моря: 624,7 м.